# Stamser Straße
De Stamser Straße (L341) is een 460 meter lange Landesstraße (lokale weg) in het district Imst in de Oostenrijkse deelstaat Tirol. De weg is een zijweg van de Tiroler Straße (B171) en zorgt voor een verbinding met Stams (672 m.ü.A.). Het beheer van de straat valt onder de Straßenmeisterei Imst.